# Synagoga w Baku
Synagoga w Baku (azer. Bakı Sinaqoq) – synagoga znajdująca się w Baku, stolicy Azerbejdżanu, przy ulicy Dilara Aliyeva 171. Jest największą synagoga w kraju i pierwszą funkcjonującą w Baku od ponad 100 lat.
Budowa synagogi rozpoczęła się w lutym 2002 roku. Jej projekt wykonał żydowski architekt z Azerbejdżanu, Galber Alexander. W międzyczasie budowa została przerwana z powodu braku funduszy. Wówczas pomogły zagraniczne organizacje, m.in. Joint, Gmina Żydowska w Pradze, Kazachski Kongres Żydowski "Euroasia", Sochnut i wiele innych, dzięki którym ukończono budowę synagogi.
Jej uroczyste otwarcie nastąpiło 9 marca 2003 roku. Jest to trójkondygnacyjny budynek, w którym znajdują się dwie sale modlitewne: duża przeznaczona dla Żydów aszkenazyjskich oraz mała dla Żydów gruzińskich, a także koszerna stołówka, wydająca dziennie około 70 posiłków, biblioteka oraz centrum naukowe. Przy synagodze urzęduje rabin Meir Brook z Chabad-Lubawicz.